# 4989 Joegoldstein
4989 Joegoldstein eller 1981 DX1 är en asteroid i huvudbältet som upptäcktes den 28 februari 1981 av den amerikanska astronomen Schelte J. Bus vid Siding Spring-observatoriet. Den är uppkallad efter Joseph I. Goldstein.
Asteroiden har en diameter på ungefär 5 kilometer och den tillhör asteroidgruppen Eunomia.